# Grindeni, Mureș
Grindeni (în trecut Grind-Cristur; în maghiară Gerendkeresztúr) este un sat în comuna Chețani din județul Mureș, Transilvania, România.

## Istoric

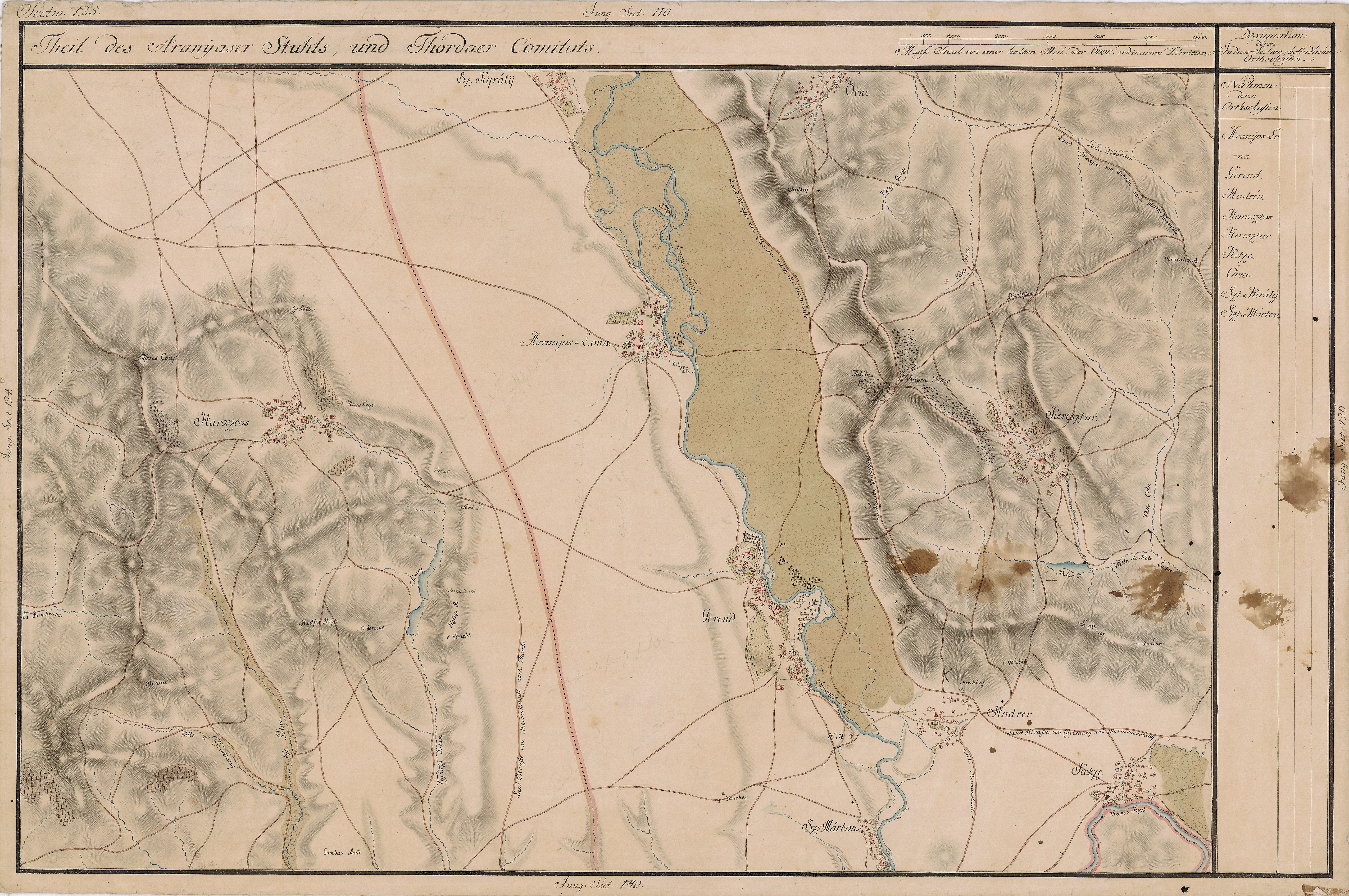
Grindeni ca Keresztur pe Harta Iosefină a Transilvaniei, 1769-1773 (Sectio 125)

Între secolele XVII-XIX aici au trăit mai multe familii de mici nobili reformați-calvini.
Pe Harta Iosefină a Transilvaniei din 1769-1773 (Sectio 125), localitatea apare sub numele de „Keresztur”. Între satele Ketze (Chețani), Hadrev (Hădăreni) și Keresztur (Grindeni) pe hartă sunt marcate prin "Gericht" și prin semnul π două locuri publice de pedepsire a delicvenților în perioada medievală. Cele două locuri se găsesc la distanță unul față de celălalt, pe vârfurile a două dealuri.

## Lăcașuri de cult
Vechea Biserică Reformată-Calvină (inițial Romano-Catolică) a fost în 1856 demolată, în locul ei construindu-se o nouă biserică reformată.Detine circa 130 de persoane.
Biserica Ortodoxa are in acest moment 80 de familii.(120 persoane cu tot cu copii)
Biserica Greco-Catolica la aceasta data 40 de familii (80 persoane cu tot cu copii).

## Demografie
La recensământul din 1930 au fost înregistrați 1.550 locuitori, dintre care 917 români, 591 maghiari și 43 țigani. Sub aspect confesional populația era alcătuită din 556 reformați, 380 ortodocși, 465 greco-catolici, 51 romano-catolici și 8 unitarieni.

## Personalități
- Eugen Gâscă (1908-1988), pictor, medic, deținut politic, operele sale se găsesc preponderent în Muzeul de Artă din Târgu Mureș